# Palazzo Barberio
Der Palazzo Barberio ist ein Palast aus dem 18. Jahrhundert im Viertel Coschino in San Giovanni in Fiore in der italienischen Region Kalabrien. Er liegt in der Via Florens, 107.

## Geschichte
Der Palast wurde in den Jahren 1772–1783 hinter der Kirche Santa Maria delle Grazie errichtet.

## Beschreibung
Die Konstruktion des Palastes zeichnet sich vor allen Dingen dadurch aus, dass er völlig asymmetrisch auf seinem Grundstück steht. Diese Besonderheit ist auf die Tatsache zurückzuführen, dass der Palast in den 1970er-Jahren einige kleine Gebäude in sich vereinigte, die der Besitzerfamilie gehörten, vor dem Palast platziert waren und durch einen Brand zerstört wurden. Der Palast, der bis zu dieser Zeit nur zur Hälfte auf einem eigenen Grundstück erbaut worden war, erhielt so seine heutige Form. Das rechteckige Gebäude besitzt so eine „Treppenform“, d. h. die Hälfte liegt etwas tiefer und die andere Hälfte ist demgegenüber erhöht. Diese Besonderheit macht den Palast in seiner Bauweise einzigartig, als Kombination von zwei übereinander gestapelten Gebäuden, wobei das oberste Geschoss des erhöhten Teils auf den abfallenden Hang des unteren Gebäudeteils blickt. Das Gebäude hat drei Stockwerke; das Eingangsportal befindet sich auf der rechten Seite mit einem Rundbogen aus Silangranit darüber. Das Erdgeschoss zeigt eine Reihe von drei kleinen Fenstern mit eisernen Gittern, das erste Obergeschoss eine Reihe von vier kleinen Fenstern und das zweite Obergeschoss eine Reihe vier kleinen Balkonen. Über diesem letzten Vollgeschoss befindet sich das Dachgeschoss mit vier ovalen Fensteraugen.